# Imaginario (película)
Imaginario es una película española del año 2008, escrita y dirigida por el director granadino Pablo Cantos. Rodada en Málaga —donde se encontraba afincado Cantos—, Valencia y Marruecos, fue producida por César Martínez Herrada. Entre los miembros destacados del elenco se sitúan Rosana Pastor, Jorge de Juan, Julián Villagrán y Zay Nuba.

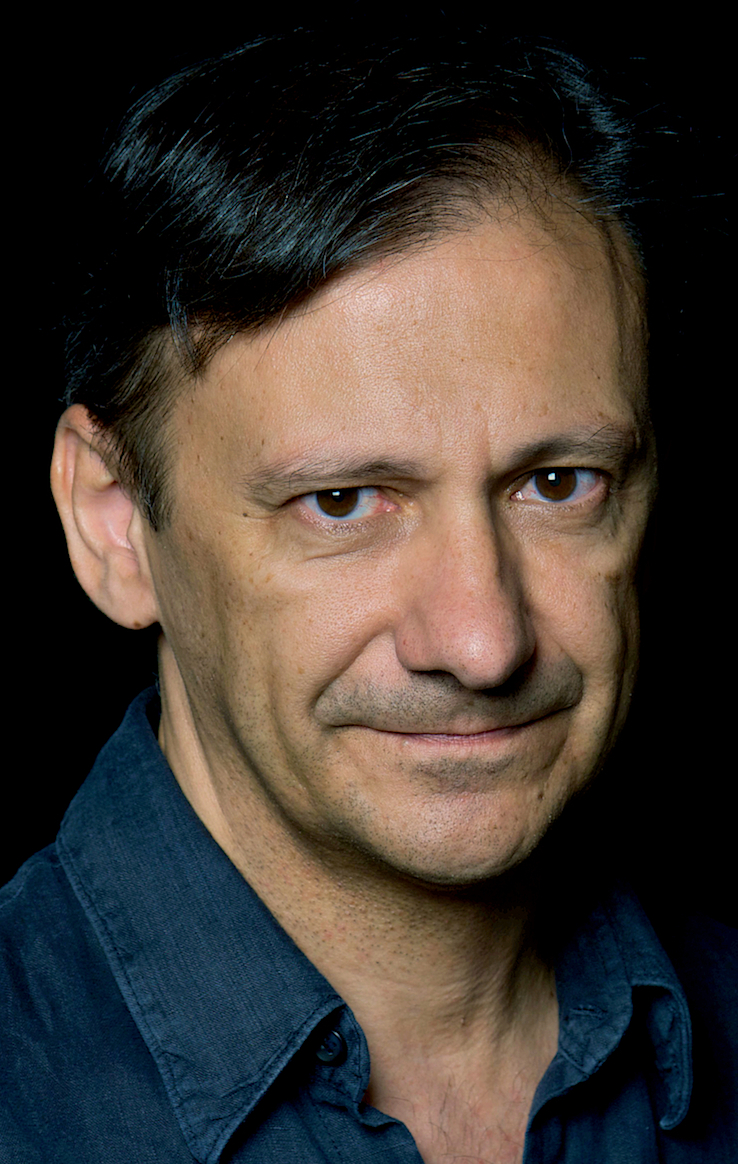
El actor Jorge de Juan, que interpreta a Pedro Aranda, uno de los protagonistas.

La cinta estuvo presente en un gran número de festivales a lo largo y ancho de la geografía española (Medina del Campo, Peñíscola, Madridimagen y Segovia), destacando entre ellos el Festival de Cine de Málaga y el Festival Internacional de Cine de San Sebastián.

## Sinopsis
En la ciudad del Paraíso, Pedro Aranda, un guionista de escasa fama, y Trinidad, una actriz jubilada a la que su marido le es infiel, libran una ardua batalla para que sus novelas —salidas de su necesidad por encontrarse a sí mismos— sean publicadas.